# Ekeroma Luaiufi
Ekeroma Tifaga Luaiufi (Apia, 8 de mayo de 1963) es un ex–jugador japonés de rugby nacido en Samoa y que se desempeñaba como ala.

## Selección nacional
Debutó con Manu Samoa contra los Flying Fijians en agosto de 1987. Fue convocado a los Brave Blossoms por primera vez en 1990 y disputó su último partido en mayo de 1997 ante los Sables. En total entre ambos seleccionados jugó 15 partidos y marcó un try para un total de 4 puntos (así valía un try hasta 1992).

### Participaciones en Copas del Mundo
Solo disputó la Copa del Mundo de Inglaterra 1991 donde los Brave Blossoms quedaron eliminados en fase de grupos tras caer ante el XV del Cardo y el XV del Trébol. Luaiufi le marcó un try a Zimbabue, su único internacional y esta fue la única victoria de Japón hasta la obtenida 24 años después en Inglaterra 2015.
| Mundial                       | Sede       | Resultado    | PJ | Tries |
| ----------------------------- | ---------- | ------------ | -- | ----- |
| Copa Mundial de Rugby de 1991 | Inglaterra | Primera fase | 3  | 1     |

## Palmarés
- Campeón del Tres Naciones del Pacífico de 1987 y 1988.
- Campeón del South Pacific Championship de 1986.